# Rosenmontag
Der Rosenmontag ist insbesondere im Rheinland und Rheinhessen der Höhepunkt der Karnevalszeit. Er fällt auf den Montag vor Aschermittwoch und liegt zwischen Karnevalssonntag und Karnevalsdienstag. In Karnevalshochburgen wie Köln, Bonn, Düsseldorf und Mainz wird er mit dem Rosenmontagszug begangen. Hier geben manche Arbeitgeber ihren Mitarbeitern als Brauchtumstag frei; ein gesetzlicher Feiertag ist er hingegen in keinem Bundesland.

## Namensgebung
Der Sonntag Laetare wurde seit dem 11. Jahrhundert regional auch Rosensonntag genannt, da der Papst an diesem Tag eine Goldene Rose segnete und einer verdienten Persönlichkeit überreichte.
Eine andere Erklärung verfolgt das Deutsche Wörterbuch von Jakob und Wilhelm Grimm: Die Bezeichnung sei aus dem Mittelhochdeutschen von „Rasenmontag“ abgeleitet. Demnach stehe „rasen“ – in der kölschen Sprache „rose“ – für „tollen“.
Im Bereich der schwäbisch-alemannischen Fastnacht wird der Tag, an dem ebenfalls in vielen Hochburgen größere Umzüge stattfinden, meist Fasnetsmontag genannt. In der Schweiz, insbesondere bei der Luzerner Fasnacht, heißt der Tag Güdis-Mäntig.

## Rosenmontagszug

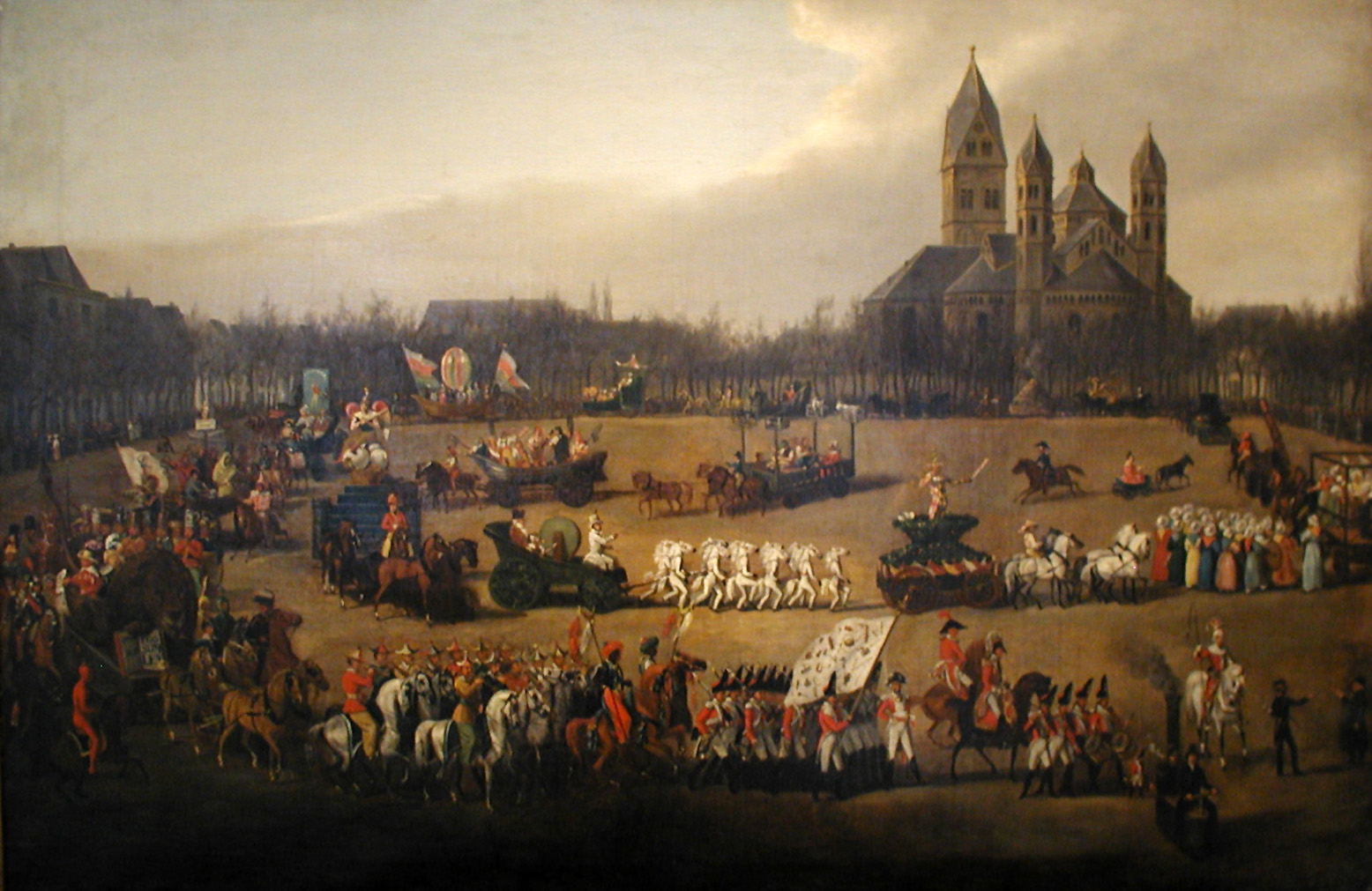
Rosenmontagszug auf dem Neumarkt, Gemälde von Simon Meister, Köln 1836

Der erste organisierte Karnevalsumzug fand am 10. Februar 1823 in Köln statt. Der Karnevalsmontag wurde wohl gewählt, da er bis dato der ruhigste der drei Karnevalstage gewesen war und um dem Verdacht vorzubeugen, die vielen Umzüge der kleineren Maskengesellschaften verdrängen zu wollen, die an den anderen Karnevalstagen stattfanden. Seit etwa 1830 wird er Rosenmontagszug genannt.
Von Köln verbreitete sich das Rosenmontagsdatum bald im gesamten deutschen Karnevalsbrauchtum; zunächst im Rheinischen Karneval am 14. Februar 1825 mit dem ersten Düsseldorfer Rosenmontagszug und 1828 in Bonn. Am 26. Februar 1838 folgte der erste Rosenmontagszug in Mainz, der noch als „Maskenzug“ bezeichnet wurde.
1991 fiel der Rosenmontagszug wegen der Eskalation des Zweiten Golfkriegs vielerorts aus, beispielsweise in Köln, Düsseldorf und Mainz. Wegen der COVID-19-Pandemie wurden 2021 bundesweit keine Rosenmontagszüge durchgeführt. 2022 wurde wegen des russischen Überfalls auf die Ukraine der Rosenmontagszug in Köln spontan in eine Friedensdemo umfunktioniert, an der über 250.000 Menschen teilnahmen. In Düsseldorf, wo der Zug von vornherein auf Ende Mai verlegt worden war, fuhr ein eigens von Jacques Tilly angefertigter Wagen zum Ukraine-Krieg durch die Stadt.

## Termine
Der Termin des Rosenmontags liegt stets 48 Tage vor dem Ostersonntag und wird wie bei vielen christlichen Tagen, die im liturgischen Jahr eine besondere Funktion haben, nach der Osterformel des beweglichen Ostersonntags berechnet.

### Häufigkeit der Termine
- Von 1900 bis 2009 fiel der Rosenmontag jeweils neunmal auf den 11., 15., 23. oder 27. Februar.
- Am seltensten, nämlich nur jeweils einmal, fiel der Rosenmontag in dieser Zeit auf den 3., 4. (2008, kürzeste Session seit 95 Jahren und für die nächsten 152 Jahre) und 5. Februar, gefolgt vom zweifachen Vorkommen des 7. und 8. März.
- Der Schalttag am 29. Februar war zweimal Rosenmontag.
- Der frühestmögliche Termin für den Rosenmontag ist der 2. Februar. Zuletzt fiel er 1818 auf dieses Datum; das nächste Mal ist das 2285 der Fall.
- Der früheste Termin im 20. Jahrhundert war der 3. Februar im Jahre 1913. Das nächste Mal ist das 2183 der Fall.
- Der spätestmögliche Termin ist der 8. März, letztmals 1943, das nächste Mal 2038.

### Termine bis2040
- 2025: 3. März
- 2026: 16. Februar
- 2027: 8. Februar
- 2028: 28. Februar
- 2029: 12. Februar
- 2030: 4. März
- 2031: 24. Februar
- 2032: 9. Februar
- 2033: 28. Februar
- 2034: 20. Februar
- 2035: 5. Februar
- 2036: 25. Februar
- 2037: 16. Februar
- 2038: 8. März
- 2039: 21. Februar
- 2040: 13. Februar

## Rosenmontagslied
Seit 1969 gibt es den Evergreen Am Rosenmontag bin ich geboren, komponiert von Charly Niessen, gesungen von Margit Sponheimer.